# Nona Gaye
Nona Marvisa Gaye (nasceu em 4 de Setembro de 1974 em Washington, DC) é uma cantora, modelo, e atriz dos Estados Unidos da América.Com  seu ex- namorado Justin Martinez, Gaye teve um filho chamado Nolan, que nasceu em Junho de 1997.

## Vida e carreira
Gaye é a filha da lenda da música soul Marvin Gaye. Sua mãe, o ex-Janis Hunter, ela tem descendência irlandesa e afro-americana, seu avô foi o grande músico de Jazz Slim Gaillard.
Nona lançou seu primeiro álbum, Love for the Future, pela Atlantic Records em 1992, um mês após seu 18o aniversário. O álbum foi na vigésima posição com a música I'm Overjoyed, bem como "The Things That We Do All For Love". No ano seguinte, foi nomeada na Nona posição pela People Magazine ' es 50 Most Beautiful People. Ela assinou com a Ford Modeling Agency, (Agencia de modelos Ford) em 1994, e tornou-se o novo rosto da Armani.
Por três anos, Gaye colaborou como cantora com Prince gravando pelo menos 4 conhecidas canções com ele. Um dueto, "1000 Hugs and Kisses" e sua faixa solo, "Snowman" até hoje não foi lançada, mas fizeram o seu caminho entre os fãs. Outro dueto, "Love Sign", foi lançado no "1-800-NEWFUNK" álbum de 1994, juntamente com uma outra faixa com nenhuma contribuição de Prince, "A Woman's Gotta Have It". Gaye apoiou nos vocals de "We March" do álbum de 1995 de Prince, The Gold Experience, e para o título Girl 6 trilha sonora, Lançada em 1996. Gaye tenha admitiu abertamente que durante este tempo teve uma longa batalha pessoal com o abuso de drogas, que ela fez com sucesso em 1996.
Além destes projetos, ela estrelou em um especial produzido TV Europeia com Prince chamadoThe Beautiful Experience.
Ela também foi mencionada no "Acesso do Bumpsquad", do álbum New Power Generation, Exodus.
Nona apareceu junto com outros artistas para regravar "What's Going On" do seu pai para a campanha contra a AIDS investigação em 2001. No mesmo ano, ela iniciou sua carreira, estrelando em Michael Mann, Ali. Em 2002, ela substituiu Aaliyah, que morreu em uma falha de avião pouco após a filmagem de The Matrix no papel de Zee, a esposa de Harold Perrineau Jr., o personagem Link.
Fez o American National Anthem em frente a uma multidão no 2004 NBA All-Star Game no Staples Center, na Califórnia. 21 anos após o seu pai tinha feito o mesmo em 1983 All-Star Game em O Fórum de Inglewood.
Em Julho de 2006, Gaye foi adicionada ao elenco de Law & Order: Criminal Intent como um substituta para Courtney B. Vance como a nova Assistante do procurador Distrital. Quando a série começou a produção para sua sexta temporada, ela deixou o show, citando "diferenças criativas". Gaye foi substituída por Theresa Randle, que deixou após a filmagem de apenas dois shows.

## Filmografia
- Harlem Nights (1989)
- Ali (2001)
- The Matrix Reloaded (2003)
- The Matrix Revolutions (2003)
- The Polar Express (2004)
- XXx: State of the Union (2005)
- Crash (2005)
- The Gospel (2005)
- Blood and Bone (2009)

## Prêmios/Nominações
- Black Reel Awards
  - 2006, Melhor atriz: The Gospel (Nomeada)
  - 2004, Outstanding Supporting Actress in a Motion Picture: The Matrix Revolutions (Nomiada)
  - 2002, Melhor atriz Coajuvante: Ali (Vencedora)

## Discografia

### Álbuns
- Love for the Future (Third Stone/Atlantic, 1992)

### Canções
- "I'm Overjoyed" (Third Stone/Atlantic, 1992)
- "Things We All Do for Love" (Third Stone/Atlantic, 1993)
- "Love Sign (dueto com Prince)" (NPG, 1994)